# Mombacho
Mombacho is een stratovulkaan in het departement Granada in Nicaragua en ligt ongeveer tien kilometer ten zuiden van de stad Granada. De berg heeft een hoogte van 1.344 meter en ligt in het Natuurreservaat Vulkaan Mombacho. De laatste uitbarsting vond plaats in 1570. Van eerdere uitbarstingen is er geen kennis beschikbaar. Het gesteente van de berg stamt uit het Holoceen.
De hoogst gelegen gebieden van de vulkaan zijn de thuisbasis van nevelwouden en dwergbossen, die flora en fauna bevatten die puur endemisch zijn rondom de vulkaan. De vulkaan is een steeds populairdere toeristische attractie vanwege het uitzicht op het Meer van Nicaragua en de stad Granada. De vulkaan heeft ook drie wandelpaden en een koffie plantage.
Ongeveer tien kilometer naar het zuidoosten ligt de vulkaan Zapatera.

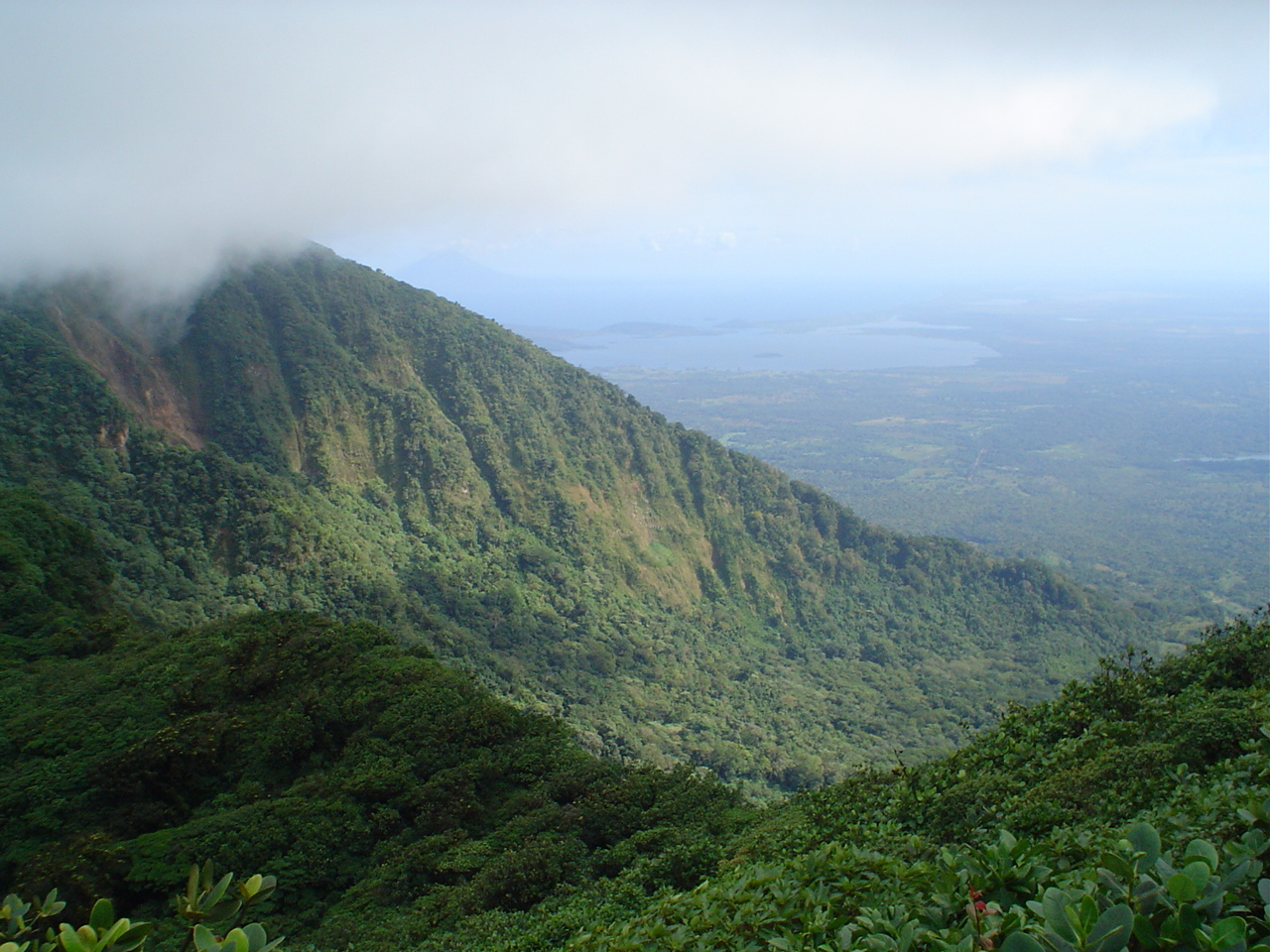
helling
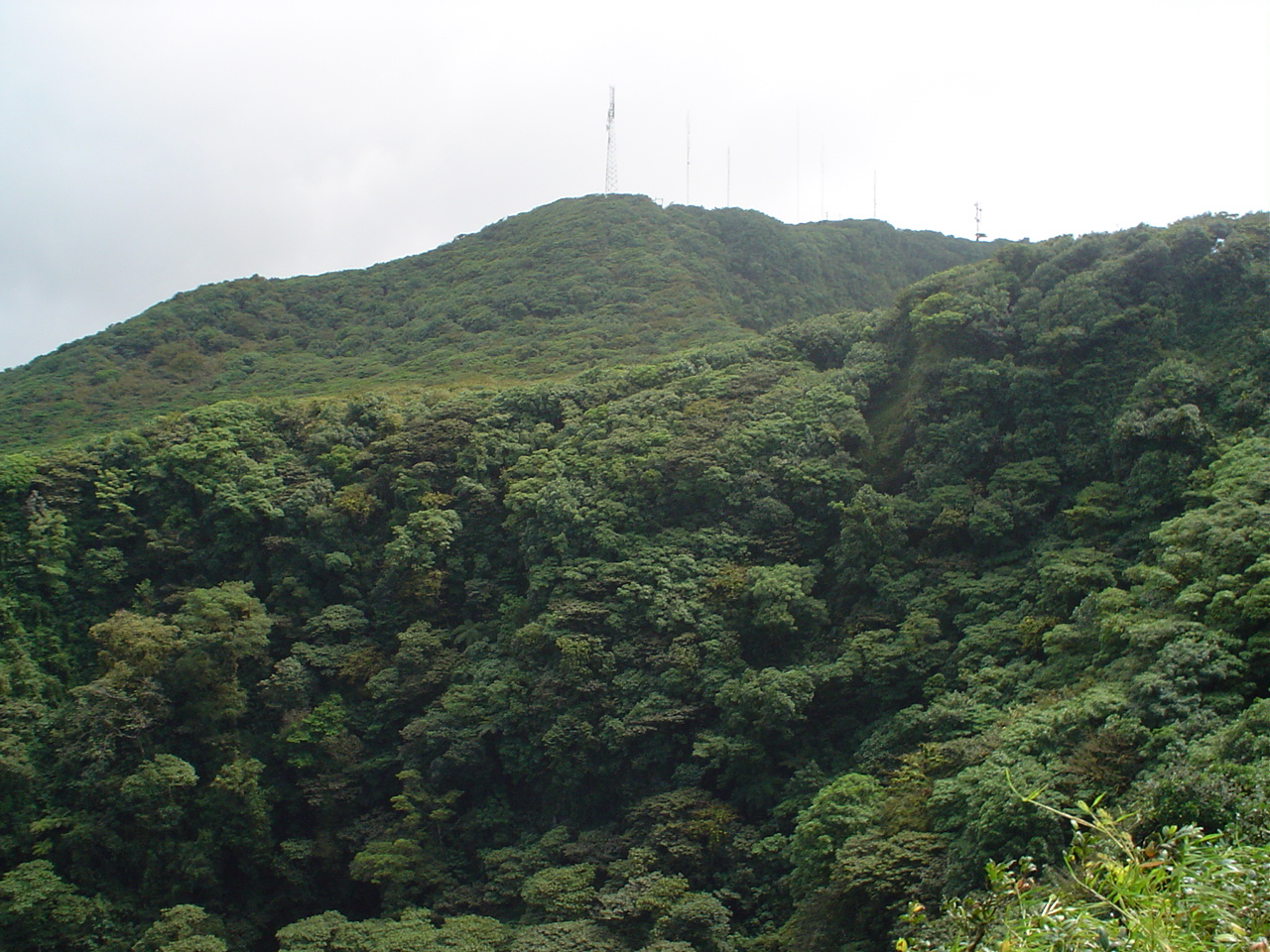
Krater
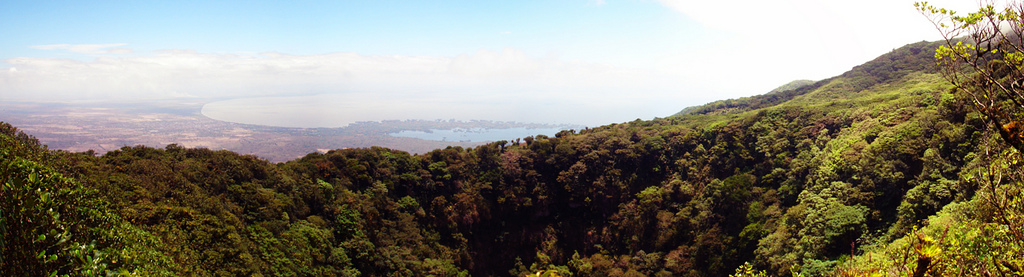
Panorama vanaf Mombacho
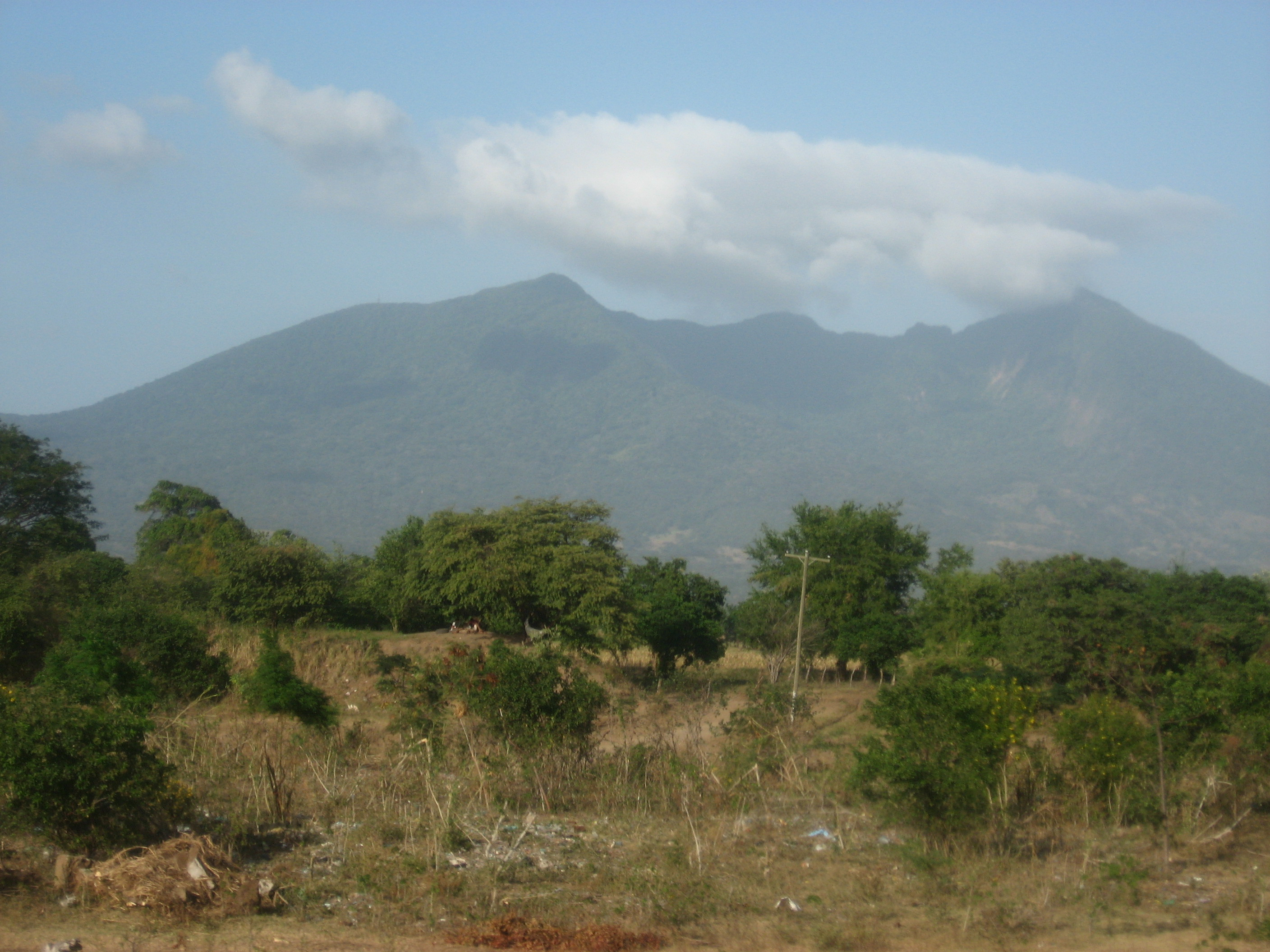
Mombacho gezien vanaf een afstand